# Popovți, Veliko Tărnovo
Popovți (în bulgară Поповци) este un sat în comuna Veliko Tărnovo, regiunea Veliko Tărnovo,  Bulgaria. 

## Demografie
Componența etnică a satului Popovți
     Bulgari (100%)
     Nicio identificare (0%)
     Altele (0%)
La recensământul din 2011, populația satului Popovți era de 3 locuitori. Din punct de vedere etnic, toți locuitorii erau bulgari.